# Severine Niwemugizi
Severine Niwemugizi (ur. 3 czerwca 1956 w Katoke) – tanzański duchowny katolicki, biskup diecezjalny Rulenge-Ngara od 1996.

## Życiorys
Święcenia kapłańskie otrzymał 16 grudnia 1984.
8 listopada 1996 papież Jan Paweł II mianował go biskupem diecezjalnym Rulenge-Ngara. Sakry udzielił mu 16 lutego 1997 metropolita Mwanzy - arcybiskup Anthony Peter Mayalla.